# Brachyceratops montanensis
Il brachiceratopo (Brachyceratops montanensis Gilmore, 1914) è un dinosauro cornuto vissuto nel Cretaceo superiore del Montana (USA).

## Un giovane ceratopside

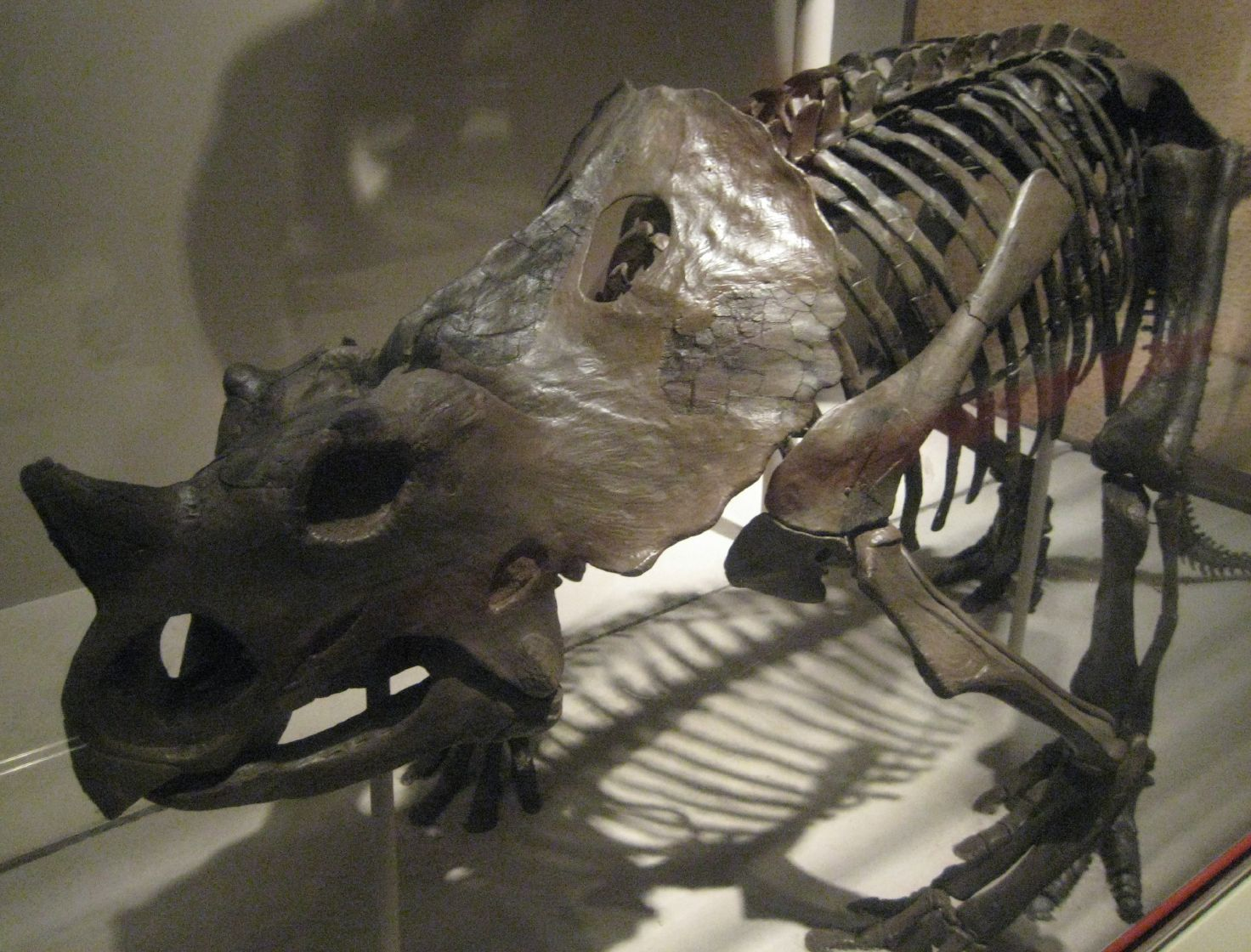
Scheletro montato

Il brachiceratopo era un dinosauro quadrupede, erbivoro, conosciuto per resti appartenenti ad animali giovani; appartiene al gruppo dei ceratopsi, o dinosauri cornuti, e come tutti i suoi simili era dotato di un collare sviluppato nella parte posteriore del cranio. Le corna, data l'età immatura degli esemplari finora rinvenuti, erano poco sviluppate.

## Parentele
Questo dinosauro potrebbe essere stato molto simile a forme più conosciute come Centrosaurus o Einiosaurus. I resti appartenenti agli animali più giovani non sono però attribuibili con certezza ad alcuna forma nota né possono essere considerati un genere a sé stante. Un cranio appartenuto a un subadulto, però, sembrerebbe essere una specie valida. Il collare è molto ampio, sottile e manca delle solite finestre, caratteristiche queste di centrosaurini giovani; altre caratteristiche, invece, sembrano avvicinarlo a Einiosaurus (la presenza, ad esempio, di nodosità sul margine del collare).